# 25034 Lesliemarie
25034 Lesliemarie (tên chỉ định: 1998 QS32) là một tiểu hành tinh vành đai chính. Nó được phát hiện bởi dự án Nghiên cứu tiểu hành tinh gần Trái Đất Lincoln ở Socorro, New Mexico ngày 17 tháng 8 năm 1998. Nó được đặt theo tên Leslie Marie Young, who won first place ở the 2008 Giải thưởng Khoa học và Kỹ thuật Intel.